# Alan D. Ridge
Alan D. Ridge, né le 2 octobre 1926 à Brighton au Royaume-Uni et mort le 19 octobre 1997 à Edmonton au Canada, est un archiviste anglo-canadien. 
Il est le premier archiviste de l'Université McGill de 1962 à 1968, et archiviste provincial pour l'Alberta de 1968 à 1984, date à laquelle il a pris sa retraite. Il a été décoré de l'Ordre du Canada en 1985.

## Biographie
Alan Dudley Ridge est né à Brighton, Sussex de l'est, le 2 octobre 1926, de Dudley et Winnifred Ridge. Après avoir terminé ses études secondaires à la Royal Lancaster Grammar School, il a gagné une bourse pour étudier l'histoire à l'University College de Londres, où il a également obtenu un diplôme en administration des archives et a reçu son diplôme en 1947. Il a commencé son premier poste d'archiviste l'année suivante aux Archives du comté de Londres, aidant à organiser et à rechercher leurs vastes archives, datant d'aussi loin que le XVIe siècle,. Par la suite, il a accepté un poste de chef de division des services des archives et du registre pour le National Coal Board en 1958. Il y a contribué à l'élimination de documents, représentant plusieurs kilomètres et à la réorganisation des archives conformément à la loi sur les archives publiques de 1958 (en). Alors qu'il était encore en Angleterre, Ridge a été recruté par Frank Cyril James, principal de McGill, pour fonder les archives de l'université, ce que Ridge a accepté.
Après son émigration au Canada en 1962, il a commencé à travailler comme archiviste pour l'Université McGill, à Montréal, la première à occuper ce poste. Il n'est resté ici que six ans, avant d'accepter une offre pour devenir archiviste provincial en Alberta, en remplaçant Hugh Taylor (en). Il a pris sa retraite en 1984 et a resté à Edmonton, où il est décédé en 1997.

## Contributions intellectuel
Après la création du bureau des archives de McGill en août 1962, Ridge a été responsable pour la service. Il a supervisé la grande tâche initiale qui consistait à collecter les documents d'archives de l'université dans les nombreux départements et facultés de McGill, ainsi qu'à trouver un espace physique approprié pour loger les archives. La tâche a été confiée à son remplaçant, John Andreassen, à la suite du déménagement de Ridge en Alberta. En Alberta, il a supervisé la vaste expansion des archives provinciales entre 1968-1984, composées de milliers de fonds à la fin de son mandat.
Lorsque Ridge a été décoré de l'Ordre du Canada en 1985, son engagement dans l'enseignement, son leadership au sein de la communauté canadienne et son dévouement à l'avancement des sciences archivistiques ont tous été invoqués pour justifier cette décision. Au cours de sa vie, Ridge a été membre de nombreuses journaux et associations professionnelles, dont l'Association canadienne des archivistes, l'Alberta Society of Archivists et la Société historique du Canada. Dans ce dernier rôle, il a été l'un des premiers présidents de la revue d'archives de l'Association, l'Archiviste Canadien, qui a été publiée en 1963-1974. Dans les dernières décennies de sa vie, Ridge a peu publié, souvent occupé par les nombreux comités dont il faisait partie. Toutefois, dans un article de 1965, il regrettait le manque de formation standardisée en archivage disponible au Canada, alors limitée à un seul cours offert à l'université McGill. Il proposait que tout cours dans ce domaine devrait contenir des cours sur : l'administration des archives, Comment protéger correctement les documents d'archives, Questions juridiques relatives aux archives, la paléographie et une introduction au développement administratif des institutions gouvernementales et privées.
Le prix Alan D. Ridge, accordé chaque année par l'Alberta Society of Archivists, a été créé en 1989 et remis pour la création du recherche de grande qualité relative aux archives de l'Alberta ou par un auteur albertain. Avec vingt autres, il est reconnu comme l'un des membres fondateurs de l'Association canadienne des archivistes.

## Distinctions
- 1985 : Ordre du Canada[réf. nécessaire]

## Publication
- 1977 : A Guide to the Records of the Department of Physics, Accession 454, University Archives, McGill University.